# Porizon laspeyresiae
Porizon laspeyresiae là một loài tò vò trong họ Ichneumonidae.